# اولین لینتوت
اولین لینتوت (به انگلیسی: Evelyn Lintott) بازیکن فوتبال زادهٔ ۲ نوامبر ۱۸۸۳ اهل کشور انگلستان بود که سابقهٔ بازی در تیم ملی فوتبال انگلستان را در کارنامهٔ خود دارد. وی در تاریخ ۱۵ فوریه ۱۹۰۸ نخستین بازی ملی خود را در مقابل تیم ملی فوتبال ایرلند انجام داد و با حضور در ۷ بازی ملی، در تاریخ ۳۱ مه ۱۹۰۹ واپسین بازی ملی‌اش را در برابر تیم ملی فوتبال مجارستان برگزار کرد.